# Abszolút mozgás
Az abszolút mozgás fogalom a testek, rendszerek egyenes vonalú egyenletes (gyorsulással) mozgásához kapcsolódik (lásd még: inerciarendszerek). Abszolút mozgás esetén megállapítható, hogy valamely test az egyenesvonalú egyenletes mozgástól mentes, abszolút nyugalmi állapotához képest végez-e egyenesvonalú egyenletes, valódi mozgást, és megállapítható annak mértéke is: az abszolút sebesség.
Ez a mozgástípus azért különleges, speciális – ellentétben más mozgástípusokkal –, mert az egymástól eltérő sebességű, ilyen mozgást végző testek, illetve rendszerek között nem sikerült felismerni olyan kísérő jelenséget, amely a sebességkülönbség következménye. Ez lehetővé tenné az abszolút mozgás kimutatását. Az abszolút mozgás mérhetőségének hiánya esetén csak önkényesen választott testekhez képest történő relatív mozgásról, helyzetváltoztatásról lehet ismeretünk. (Az ilyen viszonylatokban mért sebesség relatív.)
A kis sebességtartományban végzett mechanikai kísérletek következtében először a mechanikai relativitás elve került megfogalmazásra, majd később az elektromágneses területen végzett kísérletek során nyert hasonló eredmények után összegezve: a speciális relativitáselmélet.

## Természeti jelenségek
A természeti jelenségekben egyenes vonalú mozgásnak nevezhetjük a Föld Nap körüli keringését, ha azt rövid idejű szakaszokon vizsgáljuk, hasonlóképpen a Naprendszer mozgását a Tejútrendszerben már hosszabb idő alatt. De ilyen mozgást végeznek a jó közelítéssel gyorsulásmentesen mozgó járművek is. (Az ideálistól eltérő, zavaró jelenségek elhanyagolható szintre csökkentésével a kérdés gyakorlati vizsgálatára alkalmas körülmények teremthetők, illetve az eredmények korrigálhatók.)
Figyelembe kell venni, hogy a testek más, például forgó- vagy rezgőmozgást is végezhetnek, (alkotó elemei szintén), ezért az egyenes vonalú egyenletes mozgást a testek tömegközéppontjára (súlypontjára) vonatkoztatjuk, illetve anyagi pontként kezeljük.

## Kimutatása
Az abszolút mozgás kimutatására két megközelítést alkalmaztak:
1. Keresték az egymástól különböző sebességű egyenes vonalú egyenletes mozgást végző rendszerekben zajló mechanikai jelenségek közötti különbséget. (Galilei a kikötőben nyugvó, majd a tengeren egyenesvonalú egyenletes mozgást végző hajó zárt kabinjában végezte a kísérleteket. A kísérleteket a fénysebességig terjedő mozgástartomány igen kis területén végezte.) Egy további, a kérdéskör megközelítésére vonatkozó elvi megállapítás Leibniztől: „Elismerem, hogy különbség a test abszolút, valódi mozgása és a más testekhez viszonyított egyszerű helyzetváltoztatás között. Amikor a változás közvetlen oka benne van a testben, akkor az valóban mozgásban van; ekkor a többi testnek viszonya hozzá képest ezért változik meg…”[1] Leibniz azt veti fel, hogy az egyenes vonalú egyenletes mozgásváltozás következményeinek a testben meg kell jelenniük. (Hogy milyen mérhető változások következnek be, melyek a testek mozgásállapotától függenek, még ismeretlen marad. Azonban egy test mozgási energiájának a mozgás mértékével összefüggő változása már felismerésre kerül.)
2. Egy másik vélemény szerint más elv, más meggondolás alapján kell keresni az abszolút nyugalomban lévő testet, és arra vonatkozóan vizsgálni a gyorsulásmentesen mozgó testek paramétereit. Ilyen – eredménytelen –, kísérlet volt a testek mozgásának „állócsillagokhoz” történő viszonyítása, majd az éterelméletre épülő, abszolút nyugvó állapotúnak gondolt éterhez viszonyított mozgás elektromágneses jelenségekkel történt vizsgálata. (Itt az étert az elektromágneses jelenségek „hordozójának” tekintve.)

Egy további elképzelés, az ismert mozgások középértékéhez egy virtuális testet rendel: „α test”, és arra vonatkoztatja az egyenesvonalú egyenletes mozgásokat. Ez azonban nem lenne valódi, igazi abszolút mozgás az eredeti értelemben.
Az éterkísérletek eredménytelenségét három, végeredmény tekintetében azonos relativitáselmélet kidolgozása követte 1905-ig. Lorentz, Poincaré és Einstein dolgoztak ki az egyenes vonalú egyenletes mozgásokra elméletet, kiterjesztve a mechanikai relativitás elvét az elektromágneses jelenségek területére. Az elmélet szerint az egyenes vonalú egyenletes mozgások csak viszonylagos, relatív vonatkozásban értelmezhetők.

## További felfedezések
Einstein az 1905-ben publikált relativitáselméletét követően két, az alábbiak szerint jelentős megállapítást közölt. A két írás Lebegyev és Kaufmann kísérleti felfedezését kapcsolja össze a testek mozgásának területével. Lebegyev 1901-ben bebizonyította kísérleteivel, hogy a fény, amelyet „tiszta energiának” is tekintettek, tehetetlenséggel rendelkezik. Kaufmann 1902-ben, az elektronokkal kapcsolatos vizsgálatai során felfedezte, hogy az elektronok tömege sebességük függvénye. Ezt úgy értelmezte, hogy itt a tehetetlen tömeg látszólagos változásról van szó, amely magyarázatára Lorentz az éter alkalmazásával egy modellt is kidolgozott. A modell szerint a mozgó elektron tehetetlen ellenállása longitudinális és transzverzális irányú (egymástól különböző mértékű, de a sebességgel arányos) látszólagos tehetetlen tömegnövekedést szenved. (A modell lényege az, hogy az elektron és a kísérő elektromágneses tere között kölcsönhatás lép fel; itt tehát nem történik valódi tömegváltozás.)
Einstein 1906-ban az energiával (elsősorban a fénnyel) kapcsolatos új ismereteket általánosítva levezeti, hogy a testek tehetetlen tömege energiatartalmuk függvénye.
1911-ben egy egyszerű elvi kísérleten keresztül bizonyítja: amennyiben a testek tehetetlen ellenállása, tehetetlen tömege energiatartalmuk függvénye, akkor egy test energiatartalmától függően különböző idő alatt esne le azonos külső körülmények között. Ez azonban ellentmond a tapasztalatnak és megállapítja, hogy a testek tehetetlen tömegén kívül súlyos (gravitáló) tömegének is arányosan változnia kell az energiatartalom változása során.
A mozgási energia az energiafajták egyike. Ha egy test sebessége gyorsítás hatására megváltozik, akkor egyenes vonalú mozgási energiája is változik, ez egyúttal a test tömegének arányos változását is maga után vonja. Ha a test sebessége a fénysebességhez közelít, tömege a végtelenhez tart. Ellenkező irányú sebességváltozás esetén egyenes vonalú mozgási energiája csökken, tehát tömege is arányosan kisebb lesz.
Egy test egyenes vonalú mozgási energiájának csökkenése nem korlátlan. Miután az energia csak pozitív értékkel rendelkezhet (ugyanis a negatív energia negatív tömeget jelentene, amelyre a természetben nincs tapasztalatunk), ezért egy test mozgási energiája csak addig csökkenhet, amíg a 0 természeti határértéket eléri. Azonban ha egy test nem rendelkezik egyenesvonalú mozgási energiával, akkor az a test nem végezhet haladó mozgást, tehát abszolút nyugalom állapotába kerül. (Tökéletes analógia áll fenn a hő termodinamikai értelmezésével. A hőmozgás negatív értéket nem vehet fel a kapcsolódó fizikai paraméterekből következően, ezért a hőmozgás teljes megszűnése természeti határérték. Az abszolút hőmérséklet a fizika egyik nem vitatott alapfogalma.) Egy test egyenes vonal mentén különböző egyenletes sebességekre gyorsítható. Vizsgálva a test tömegét, ha a test tömege minimumot mutat, akkor a test, – más energiafajtáinak állandósága esetén –, abszolút nyugalomba került. Einstein megállapításaiból tehát a testek abszolút nyugalmi állapota következik. Már csak az a kérdés merül fel, hogy mérhető-e egy test ezen állapota? Einstein úgy látta, hogy a korábban, 1905-ben írt tanulmánya alapján (amely egyik kiindulási feltevése a relativitás elve), nincs értelme az abszolút mozgás meghatározására tett további kísérleteknek.
Egy igen egyszerű elvi kísérlet azonban ennek az elutasító állításpontnak ellentmond. Egy mérleg súrlódásmentes felületén egy testet különböző egyenes vonalú egyenletes sebességre gyorsítunk. A mozgási energia változása – más energiáinak állandósága mellett –, a súlyos tömegének mérésével megállapítható. A kísérletet minden irányban elvégezve eljutunk ahhoz az esethez, mikor a test tömege alsó határértékre csökken. A test ekkor egyenes vonalú mozgási energia hiányában abszolút nyugalomba kerül.
Érdemes megjegyezni, hogy a tömegváltozás mérleg segítségével történő meghatározását Einstein is alkalmazta egy más célú gondolatmenet kapcsán. Ez megerősíti, hogy az előzőek szerinti mérési módszer Einstein értelmezésével azonos, azzal a különbséggel, hogy nem alkalmaz elutasító előfeltevést.

## Javasolt irodalom
- Kuhn: A tudományos forradalmak szerkezete, Osiris Kiadó, Budapest, 2002. 110-111 old